# Careiro da Várzea
Careiro da Várzea – miasto i gmina w Brazylii, w stanie Amazonas. Znajduje się w mezoregionie Centro Amazonense i mikroregionie Manaus.